# Cratère de la baie de Chesapeake
Le cratère de la baie de Chesapeake est un  cratère d'impact formé par une météorite qui a heurté la côte est du continent nord-américain il y a environ 35 millions d'années, durant le Priabonien (Éocène supérieur). C'est l'un des mieux conservés parmi les cratères d'« impact humide », c'est-à-dire les cratères causés par la chute d'une météorite en mer peu profonde. L'accumulation continue de sédiments par-dessus les décombres du cratère a contribué à façonner l'actuelle baie de Chesapeake.

## Formation et conséquences

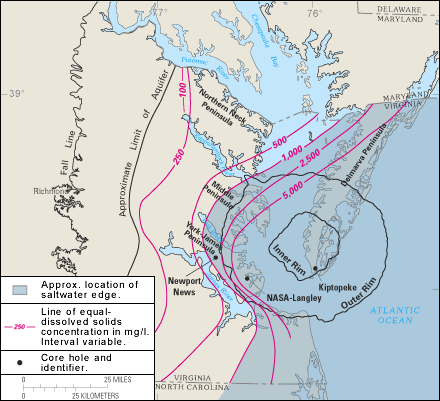
Limites du cratère.

Atteignant la Terre à une vitesse de plusieurs kilomètres par seconde dans une zone de mer peu profonde, le bolide perfora la couche de sédiments et creusa un profond trou dans le socle de granite. Le bolide lui-même fut complètement désintégré, et le socle fracturé jusqu'à une profondeur de 8 km avec constitution d'un anneau central (« peak ring »). Le fond du cratère, d'un diamètre de 38 km, est désormais entouré par une couronne en forme de terrasse aplanie, avec une bordure extérieure prenant la forme d'une faille en anneau (« ring fault ») constituée de blocs éboulés. La structure circulaire complète atteint un diamètre d'environ 85 km et une profondeur de 1,3 km. 
La région environnante subit une dévastation massive lors de l'impact. David Powars, chercheur de l'USGS qui fut l'un des premiers découvreurs de l'astroblème, en décrit ainsi les conséquences immédiates : « En quelques minutes, des millions de tonnes d'eau, de sédiments et de fragments de roches furent propulsées dans l'atmosphère à des centaines de kilomètres de la côte est ». Un mégatsunami engloutit les terres, et il est même possible qu'il ait submergé les Montagnes Bleues. Les parois sédimentaires du cratère s'éboulèrent progressivement, ce qui élargit le cratère et constitua une couche d'énormes blocs sur le sol de la structure annulaire. Les blocs éboulés furent ensuite couverts par des brèches. La totalité de l'événement, depuis l'impact initial jusqu'à la fin du dépôt des brèches, dura seulement quelques heures ou jours : à l'échelle des temps géologiques, ce dépôt est un phénomène instantané. Le cratère fut ensuite enseveli sous des couches sédimentaires successives qui s'accumulèrent pendant les 35 millions d'années suivant l'impact.
Un autre site d'impact plus petit, le cratère de Toms Canyon, est situé à environ 332 km vers le nord-est, sur le plateau continental au large du New Jersey. Il est possible que ce cratère, daté lui aussi de l'Éocène supérieur, ait été formé lors d'un événement unique responsable également du cratère de la baie de Chesapeake.

## Découverte

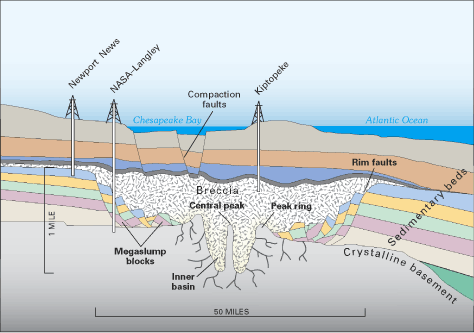
Structure du cratère en coupe transversale.

Jusqu'en 1983, personne ne soupçonnait l'existence d'un grand cratère d'impact enfoui sous la partie méridionale de la baie de Chesapeake et les péninsules environnantes. Le premier indice fut fourni par une couche d'éjectas de 20 cm d'épaisseur, découverte dans une carotte prélevée au large d'Atlantic City, beaucoup plus au nord. Cette couche contenait des grains de verre fondu (appelés tectites) et des grains de quartz choqué, qui sont les manifestations indubitables d'un impact météoritique.
En 1993, des données en provenance d'une campagne d'exploration pétrolière révélèrent la dimension du cratère,.

## Conséquence pour les rivières locales
L'effondrement (« slumping ») continu de matériau détritique à l'intérieur du cratère a affecté le cours des rivières et façonné la baie de Chesapeake. En effet, le cratère d'impact a créé dans la durée une zone de dépression topographique qui a contribué à fixer le cours des rivières locales et la localisation finale de la baie. Ce qui est le plus important pour les habitants actuels de la zone, c'est que l'impact a perturbé les aquifères : les actuels aquifères d'eau douce sont situés au-dessus d'un aquifère profond d'eau saumâtre, de sorte qu'une partie de la baie est sous la menace d'une contamination des eaux souterraines.
Le cratère est aussi l'un des trois facteurs qui contribuent à l'enfoncement des terrains à proximité de la baie de Chesapeake. Par exemple, Hampton Roads s'enfonce progressivement de 15 à 23 cm par siècle, en raison en particulier du glissement de la côte dans le cratère. Les deux autres facteurs en sont un effet de rebond isostatique à la suite de la disparition des glaciers du nord du Maryland, et la diminution des eaux souterraines.

## Sources
- (en) Poag, C. Wiley.  Chesapeake Invader: Discovering America's Giant Meteorite Crater.  Princeton, NJ: Princeton University Press, 1999.   (ISBN 0-691-00919-8)
- (en) Post-impact Effects of the Eocene Chesapeake Bay Impact, Lower York-James Peninsula, Virginia, 31st Annual Meeting, Virginia Geological Field Conference, Williamsburg, Virginia, Oct. 19 and 20, 2001, G.H. Johnson et al. (fieldtrip guidebook)

- (en) Cet article est partiellement ou en totalité issu de l’article de Wikipédia en anglais intitulé « Chesapeake Bay impact crater » (voir la liste des auteurs).
- (en) C.Wiley Poag, C. Koeberl et W. U. Reimold, The Chesapeake Bay Crater : Geology and geophysics of a late Eocene submarine impact structure, Berlin, Springer-Verlag, 2004 (lire en ligne)